# Åke Sjölin (politiker)
Jöns Åke Sjölin (i riksdagen kallad Sjölin i Trelleborg), född 23 juni 1842 i Bara församling, Malmöhus län, död 29 september 1907 i Trelleborgs stadsförsamling, Malmöhus län, var en svensk godsägare och politiker.
Sjölin var ägare till ett tegelbruk i Trelleborg. Han var ledamot av riksdagens första kammare 1892–1895, invald i Malmöhus läns valkrets.